# Liste der denkmalgeschützten Objekte in Pilníkov
Grundlage dieser Liste der denkmalgeschützten Objekte in Pilníkov ist die ÚSKP-Liste (Ústřední seznam kulturních památek České republiky, deutsch Zentrale Liste der Kulturdenkmäler der Tschechischen Republik), die von der tschechischen Denkmalschutzbehörde NPÚ (Národní památkový ústav, deutsch Nationale Denkmalbehörde) seit 1987 geführt wird und an die seit dem Jahr 1850 geschaffenen Listen anschließt.
Die Liste umfasst die Kulturdenkmale der Gemeinde Pilníkov (Pilnikau) im Okres Trutnov.

## Pilníkov (Pilnikau)
| Lage                                                  | Objekt                                         | Beschreibung                                   | ÚSKP-Nr.                  | Bild                                           |
| ----------------------------------------------------- | ---------------------------------------------- | ---------------------------------------------- | ------------------------- | ---------------------------------------------- |
| Pilníkov, an der Straße in Richtung Vlčice (Standort) | Kruzifix                                       | Kruzifix                                       | 101399 Info Katalog       | Kruzifix                                       |
| Pilníkov (Standort)                                   | Dreifaltigkeitskirche                          | Dreifaltigkeitskirche                          | 26810/6-3630 Info Katalog | weitere Bilder                                 |
| Pilníkov, Friedhof (Standort)                         | Gemeinschaftsgrab von Soldaten der Roten Armee | Gemeinschaftsgrab von Soldaten der Roten Armee | 32102/6-5151 Info Katalog | Gemeinschaftsgrab von Soldaten der Roten Armee |
| Pilníkov, Náměstí 30 (Standort)                       | Bürgerhaus                                     | Bürgerhaus                                     | 31485/6-3636 Info Katalog | Bürgerhaus                                     |
| Pilníkov, Náměstí 29 (Standort)                       | Bürgerhaus                                     | Bürgerhaus                                     | 31225/6-3635 Info Katalog | Bürgerhaus                                     |
| Pilníkov, Pražská 270 (Standort)                      | Bauernhaus                                     | Bauernhaus                                     | 23234/6-3641 Info Katalog | Bauernhaus                                     |
| Pilníkov, Náměstí 28 (Standort)                       | Bürgerhaus                                     | Bürgerhaus                                     | 22666/6-3634 Info Katalog | Bürgerhaus                                     |
| Pilníkov, Náměstí (Standort)                          | Brunnen                                        | Brunnen                                        | 21569/6-3633 Info Katalog | Brunnen                                        |
| Pilníkov, Náměstí 32 (Standort)                       | Bürgerhaus                                     | Bürgerhaus                                     | 21236/6-3638 Info Katalog | Bürgerhaus                                     |
| Pilníkov, Náměstí 33 (Standort)                       | Bürgerhaus                                     | Bürgerhaus                                     | 21063/6-3639 Info Katalog | Bürgerhaus                                     |
| Pilníkov, Náměstí 34 (Standort)                       | Bürgerhaus                                     | Bürgerhaus                                     | 38379/6-3640 Info Katalog | Bürgerhaus                                     |
| Pilníkov, Náměstí 31 (Standort)                       | Bürgerhaus                                     | Bürgerhaus                                     | 37470/6-3637 Info Katalog | Bürgerhaus                                     |
| Pilníkov, Náměstí (Standort)                          | Säule mit der Statue Mariä Himmelfahrt         | Säule mit der Statue Mariä Himmelfahrt         | 36681/6-3631 Info Katalog | Säule mit der Statue Mariä Himmelfahrt         |